# My Roommate is a Detective
My Roommate is a Detective (民国奇探, en chino tradicional) (Min Guo Qi Tan en Pinyin), es una serie de origen china emitida del 24 de marzo al 23 de abril del 2020.

## Sinopsis
Lu Yao (Hu Yi Tian), después de regresar a Shanghai de estudiar en el extranjero, se ve envuelto en un caso de asesinato. El inspector encargado de resolver el misterio, Qiao Chu Sheng (Zhang Yun Long), se da cuenta de sus habilidades deductivas y le pide ayuda. Bai You Ning (Xiao Yan), periodista y amiga del detective, termina por unirse al equipo en busca del artículo perfecto. Los tres forman un equipo que resuelve los misterios más complicados de Shanghai.

## Personajes
| Personaje      | Actor          | Características                              |
| -------------- | -------------- | -------------------------------------------- |
| Lu Yao         | Hu Yi Tian     | Ayudante de detective de Qiao.               |
| Qiao Chu Sheng | Zhang Yun Long | Detective miembro del cuerpo de policía.     |
| Bai You Ning   | Xiao Yan       | Periodista, hija del jefe mafioso Bai Qi Li. |